# Якімкін Павло Борисович
Якімкін Павло Борисович (рос. Якимкин Павел Борисович; 16 квітня 1982, Семей — 14 серпня 2014, Україна)  — російський офіцер, майор ЗС РФ, Герой Росії. Учасник війни на сході України.

## Біографія
Народився 16 квітня 1982 у місті Семіпалатинськ в КРСР у сім'ї військових. За національністю — росіянин.
З вересня 1989 навчався у семіпалатинській гімназії №6. У 1994 сім'я Якімкіних переїхала до смт Ставрово Владимирської області РФ, де Павло в 1999 закінчив загальноосвітню школу.
В 1999—2003 здобував освіту в юридичному інституті при МЮ РФ.

### Військова служба
В 2003—2004 проходив строкову службу у повітрянодесантних військах.
29 жовтня 2004 підписав контракт, після чого проходив службу у 136-ій ОМСБр ЗС РФ. Неодноразово брав участь у бойових діях на Північному Кавказі, був учасником навчань «Кавказ-2012».

10 грудня 2012 був назначений на посаду начальника розвідувального відділу 6 ОТБр.

Влітку 2014 підрозділи 6 ОТБр, у якій проходив службу Якімкін, застосовувались Росією у війні на сході України. 14 серпня Павло Якімкін загинув у бою з українськими військовими. Місцем смерті офіцера, імовірно, стали околиці Луганського аеропорту.

## Пам'ять
Павла Якімкіна було поховано на Алеї Пошани Владимирського кладовища «Улибишево».

10 жовтня 2014 був посмертно удостоєний звання Героя Росії «закритим» указом президента РФ.

На початку грудня 2015 в школі, де навчався Якімкін, на честь нього було урочисто відкрито меморіальну дошку.

## Нагороди
- Медаль «За зміцнення бойової співдружності» (16 серпня 2006)
- Медаль «За військову доблесть»
  - 2-го ступеня (30 листопада 2006)
  - 1-го ступеня (12 лютого 2007)
- Медаль «За відвагу» (14 травня 2007)
- Медаль «За розмінування» (23 вересня 2008)
- Медаль «Стратегічні командно-штабні навчання „Кавказ 2012“» (14 вересня 2012)
- Орден Мужності
- Звання «Герой Російської Федерації» (посмертно,10 жовтня 2014)[1]